# Otopeni
Otopeni est une ville du județ d'Ilfov, en Roumanie. Selon le recensement de 2011, elle compte 13 861 habitants qui vivent dans la commune, dont 99 % de Roumains. Un village, Odăile, est administré par la ville.
L'aéroport de Bucarest-Henri-Coandă est situé à Otopeni.

## Géographie
Otopeni est située au centre du judet, à quinze kilomètres au nord de Bucarest. La commune est traversée par la route DN1, reliant Bucarest à Ploiești.

## Histoire
À l'occasion de fouilles effectuées en 1966 pour construire l'aéroport international Henri Coanda, l'archéologue Margaret Constantiniu du Musée d'Histoire de la municipalité de Bucarest, a identifié des fragments de poteries anciennes et d'autres objets ayant appartenu à un important établissement humain existant depuis la première période de l'Âge du fer.

## Démographie
Lors du recensement de 2011, 89,74 % de la population se déclarent roumains (1,06 % déclarent une autre appartenance ethnique et 9,18 % ne déclarent pas d'appartenance ethnique).

## Politique
| Parti | Parti                        | Sièges |
| ----- | ---------------------------- | ------ |
|       | Parti national libéral (PNL) | 15     |
|       | Parti social-démocrate (PSD) | 2      |

## Sport
Du 5 au 10 décembre 2023, la ville accueille les Championnats d'Europe de natation en petit bassin 2023.